# Conacul Costache Cantacuzino din Râfov
Conacul Costache Cantacuzino din Râfov este un monument istoric aflat pe teritoriul satului Râfov, comuna Râfov.